# Sven Papcke
Sven Gustav Papcke (* 18. November 1939 in Hamburg) ist ein deutscher Soziologe. Er war zuletzt Professor am Institut für Soziologie der Westfälischen Wilhelms-Universität in Münster. Seit seiner Emeritierung im Jahr 2005 lebt er in Berlin. Seine Arbeitsschwerpunkte sind Soziale Ideengeschichte, Politische Soziologie, Europäische Bewegung und die Geschichte des Faches Soziologie.

## Leben
Nach dem Abitur auf dem Hamburger Christianeum studierte er Geschichte und Soziologie in Hamburg und London. Seit 1968 war er wissenschaftlicher Assistent an der Ruhr-Universität Bochum am Lehrstuhl von Urs Jaeggi, 1973 Assistenzprofessor an der FU Berlin und seit 1974 Professor für Soziologie an der Universität Münster, wo er auch nach seiner Emeritierung noch weiterhin arbeitet.
Von 2000 bis 2005 war er Vorsitzender des Kreisverbands Münster der überparteilichen Europa-Union Deutschland. Er ist Autor zahlreicher Monographien, Artikel, Rezensionen und Hörfunkbeiträge sowie Herausgeber diverser Sammelbände und Nachschlagewerke und wissenschaftlicher Reihen.

## Schriften (Auswahl)
- Progressive Gewalt. Studien zum sozialen Widerstandsrecht, Fischer, Frankfurt am Main 1972.
- Der Revisionismusstreit und die politische Theorie der Reform. Fragen und Vergleiche, Kohlhammer, Stuttgart 1979, ISBN 3-17-004719-1.
- Vernunft und Chaos. Essays zur sozialen Ideengeschichte, Fischer, Frankfurt am Main 1985, ISBN 3-596-27328-5.
- Gesellschaftsdiagnosen. Klassische Texte der deutschen Soziologie im 20. Jahrhundert, Campus, Frankfurt am Main 1991, ISBN 3-593-34432-7.
- Deutsche Soziologie im Exil. Gegenwartsdiognose und Epochenkritik 1933–1945, Campus, Frankfurt am Main 1993, ISBN 3-593-34862-4.
- (mit Georg W. Oesterdiekhoff): Jugend zwischen Kommerz und Verband. Eine empirische Untersuchung der Jugendfreizeit, Lit, Münster 1999, ISBN 3-8258-4436-6.
- Gesellschaft der Eliten. Zur Reproduktion und Problematik sozialer Distanz, Westfälisches Dampfboot, Münster 2001, ISBN 3-89691-496-0.

## Herausgeberschaft (Auswahl)
- (mit Urs Jaeggi): Theorie und Revolution. Materialien zum bürgerlichen Revolutionsbegriff, Athenäum, Frankfurt am Main 1974.
- mit Anton-Andreas Guha: Amerika – der riskante Partner, Athenäum, Königstein 1984.
- (mit Karl Theodor Schuon): Braucht die SPD ein neues Grundsatzprogramm?, Europäische Perspektiven, Berlin 1984.
- (mit Anton-Andreas Guha): Der Feind den wir brauchen. Muß Krieg sein?, Athenäum, Königstein 1985.
- Ordnung und Theorie. Beiträge zur Geschichte der Soziologie in Deutschland, Wissenschaftliche Buchgesellschaft, Darmstadt 1986.
- (mit Anton-Andreas Guha): Entfesselte Forschung. Die Folgen einer Wissenschaft ohne Ethik, Fischer, Frankfurt am Main 1988.
- (mit Werner Weidenfeld): Traumland Mitteleuropa? Beiträge zu einer aktuellen Kontroverse, Wissenschaftliche Buchgesellschaft, Darmstadt 1988.
- (mit Georg W. Oesterdiekhoff): Schlüsselwerke der Soziologie, Westdeutscher Verlag, Wiesbaden 2001, ISBN 978-3-531-13235-8.
- (mit Arno Klönne): Reihe Politische Soziologie, Lit, Münster 1989 ff.